# Paul Rue
Paul Rue (Châteauroux, 8 oktober 1866 - Le Poinçonnet, 26 mei 1954) was een Frans kunstschilder.
Rue was afkomstig uit een gegoede familie. Zijn vader overleed toen Paul nog jong was en zijn moeder hertrouwde met Charles Nigond. Rue liep school in Châteauroux.
Pas rond zijn veertigste begon Rue te schilderen. In 1913 werd hij lid van de Société des artistes français. Hij behaalde een medaille op de Parijse salon van 1916, maar hij exposeerde voornamelijk in Châteauroux en omgeving. Hij schilderde voornamelijk het plattelandsleven van Indre, Creuse en Corrèze. Naast zijn schilderwerk was Rue ook actief als dichter en illustrator. Hij maakte illustraties bij het boek Contes de la Limousine van zijn halfbroer Gabriel Nigond (1877-1937). 
Rue was gedurende zestien jaar burgemeester van Saint-Martin-de-Lamps. Op latere leeftijd trok Rue zich terug in zijn landgoed Les Divers in Le Poinçonnet. Daar overleed hij in 1954.
Werken van Rue maken deel uit van de collecties van het Musée Bertrand (Châteauroux) en het Musée George Sand et de la Vallée Noire (La Châtre). Ook in de prefectuur van Indre hangen werken van Rue.